# Linaria triornithophora
Linaria triornithophora é uma espécie de planta com flor pertencente à família Scrophulariaceae. 
A autoridade científica da espécie é (L.) Willd., tendo sido publicada em Enumeratio Plantarum Horti Botanici Berolinensis, 2: 639. 1809.
O seu nome comum é esporas-bravas.

## Portugal
Trata-se de uma espécie presente no território português, nomeadamente em Portugal Continental.
Em termos de naturalidade é endémica da Península Ibérica.

## Protecção
Não se encontra protegida por legislação portuguesa ou da Comunidade Europeia.